# Resolución 373 del Consejo de Seguridad de las Naciones Unidas
La resolución 373 del Consejo de Seguridad de las Naciones Unidas, adoptada por unanimidad el 18 de agosto de 1975, después de examinar la solicitud de Santo Tomé y Príncipe para la membresía en las Naciones Unidas, el Consejo recomendó a la Asamblea General que Santo Tomé y Príncipe fuese admitido.